# Калантар, Левон Александрович
Левон Александрович Калантар (Калантарян) (арм. Լևոն Քալանթար; 1891—1959) — армянский советский театральный режиссёр, театральный деятель, народный артист Армянской ССР (1954). Отец Карена Калантара.

## Биография
Левон Калантар родился 4 (16) января 1891 года в Тифлисе. В семье Александра Айрапетовича Калантара, известного общественного деятеля и журналиста.
С ранних лет Левон Калантар проявил тягу к литературе и театральному искусству. Первым написанным Калантаром произведением была драма «Тяжелый сон». Произведение было поставлено 26 октября 1912 года труппой армянского драматического общества на сцене театра «Артистического общества» в Тифлисе</ref>
В 1916 году окончил восточный факультет университета в Петрограде.
С 1916 — актёр и режиссёр ряда театров Грузии и Армении. Организатор армянского театра в Тбилиси, один из организаторов Театра имени Сундукяна в Ереване.
В 1928—1930 — главный режиссёр Бакинского армянского театра.
В 1930—1931 — режиссёр к/с «Арменфильм».
В 1931—1935 главный режиссёр Ереванского рабочего театра им. Горького.
В 1937—1943 и в 1952—1959 — главный режиссёр Ереванского русского театра им. Станиславского.
Умер Левон Александрович Калантар 29 октября 1959 года в Ереване.

## Награды
- орден «Знак Почёта» (04.11.1939) — «за выдающиеся заслуги в деле развития армянского театрального и музыкального искусства»
- народный артист Армянской ССР (26.09.1954)[3]
- орден Трудового Красного Знамени (27.06.1956)

## Память
В СССР имя режиссёра было присвоено Государственному драматическому театру в Камо.

## Творчество

### Театр
На сцене Ереванского театра имени Сундукяна Левоном Калантаром поставлены спектакли:
- 1922 — «Пэпо» Сундукяна[4]
- 1922 — «Разбойники» Шиллера
- 1922 — «Потонувший колокол» Гауптмана
- 1922 — «Гибель „Надежды“» Хейерманса
- 1922 — «Вартазар» Геворкяна
- 1922 — «Суд» Демирчяна
- 1922 — «Антигона» Софокла
- 1922 — «Брак поневоле» Мольера
- 1923 — «Саломея» Оскара Уайльда
- 1923 — «Чудо святого Антония» Мориса Метерлинка
- 1923 — «Из-за чести» Ширванзаде
- 1923 — «Укрощение строптивой» Шекспира
- 1924 — «С утра до полуночи» Кайзера
- 1924 — «Тартюф» Мольера
- 1925 — «Учитель Бубус» А. М. Файко
- 1926 — «Заговор Фиеско» Шиллера
- 1926 — «Яд» А. В. Луначарского
- 1926 — «Злой дух» Ширванзаде
- 1926 — «Торговцы славой» Паньоль и Ни-вуа
- 1927 — «Дядя Багдасар» Акопа Пароняна
- 1927 — «Любовь Яровая» К. А. Тренёва
- 1927 — «Кровавая пустыня» Багдасаряна
- 1927 — «Пурга» Дмитрия Щеглова
- 1929 — «Провокатор» Вольского и Леонида Жежеленко

## Фильмография

### Режиссёр
- 1930 — Всегда готов (короткометражный)
- 1930 — Под чёрным крылом, совместно с А. М. Мартиросяном и с П. А. Бархударяном
- 1932 — Мексиканские дипломаты, совместно с А. М. Мартиросяном
- 1932 — Поверженные вишапы (короткометражный)

### Сценарист
- 1930 — Всегда готов (короткометражный)
- 1932 — Поверженные вишапы (короткометражный)

### Актёр
- 1930 — Под чёрным крылом — Священник

## Сочинения
- «Пути искусства» (1963)